# Маленькое Гаити

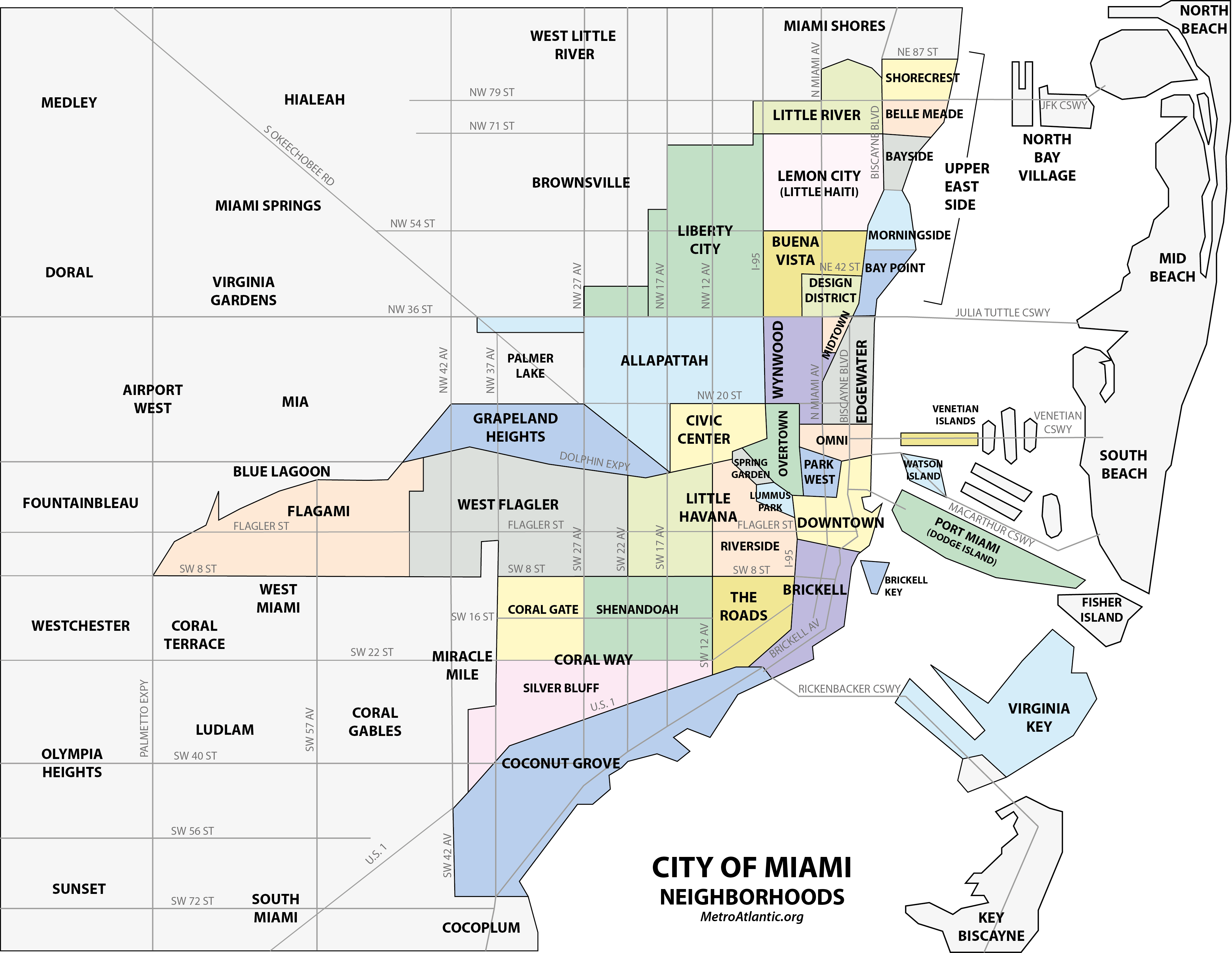
Карта Майами (Маленькое Гаити отмечено светло-розовым в северной части города)

Маленькое Гаити (англ. Little Haiti, фр. La Petite Haïti, гаит. креол. Ti Ayiti) — район на севере Майами, штат Флорида. Ранее известен как Лемон-Сити (англ. Lemon City). На территории района проживают в основном выходцы из Республики Гаити и других стран Карибского бассейна. Район Маленькое Гаити является культурным центром гаитянской диаспоры во Флориде, а также самым известным местом компактного проживания гаитян вне Гаити.

## История

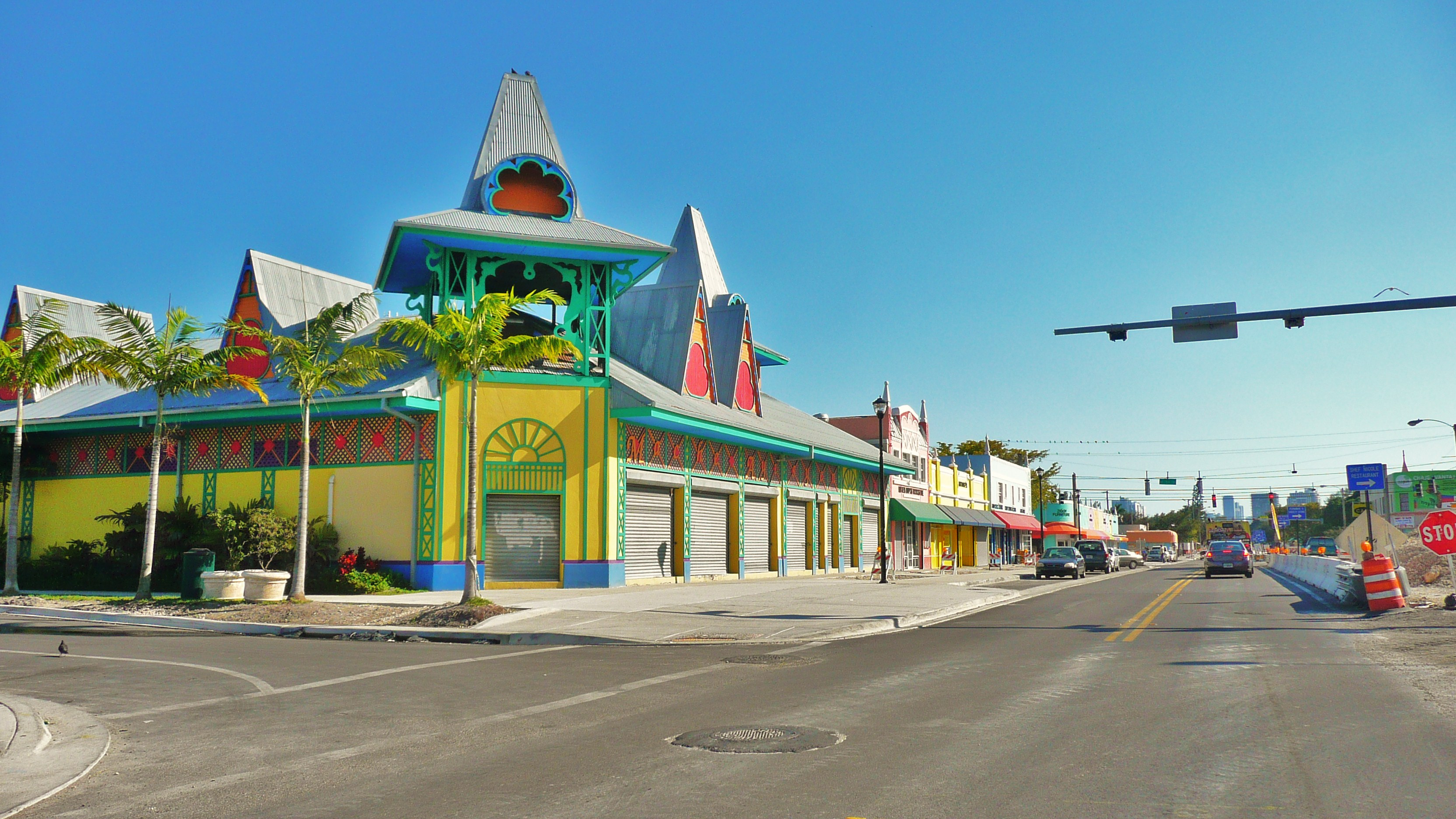
Карибский рынок

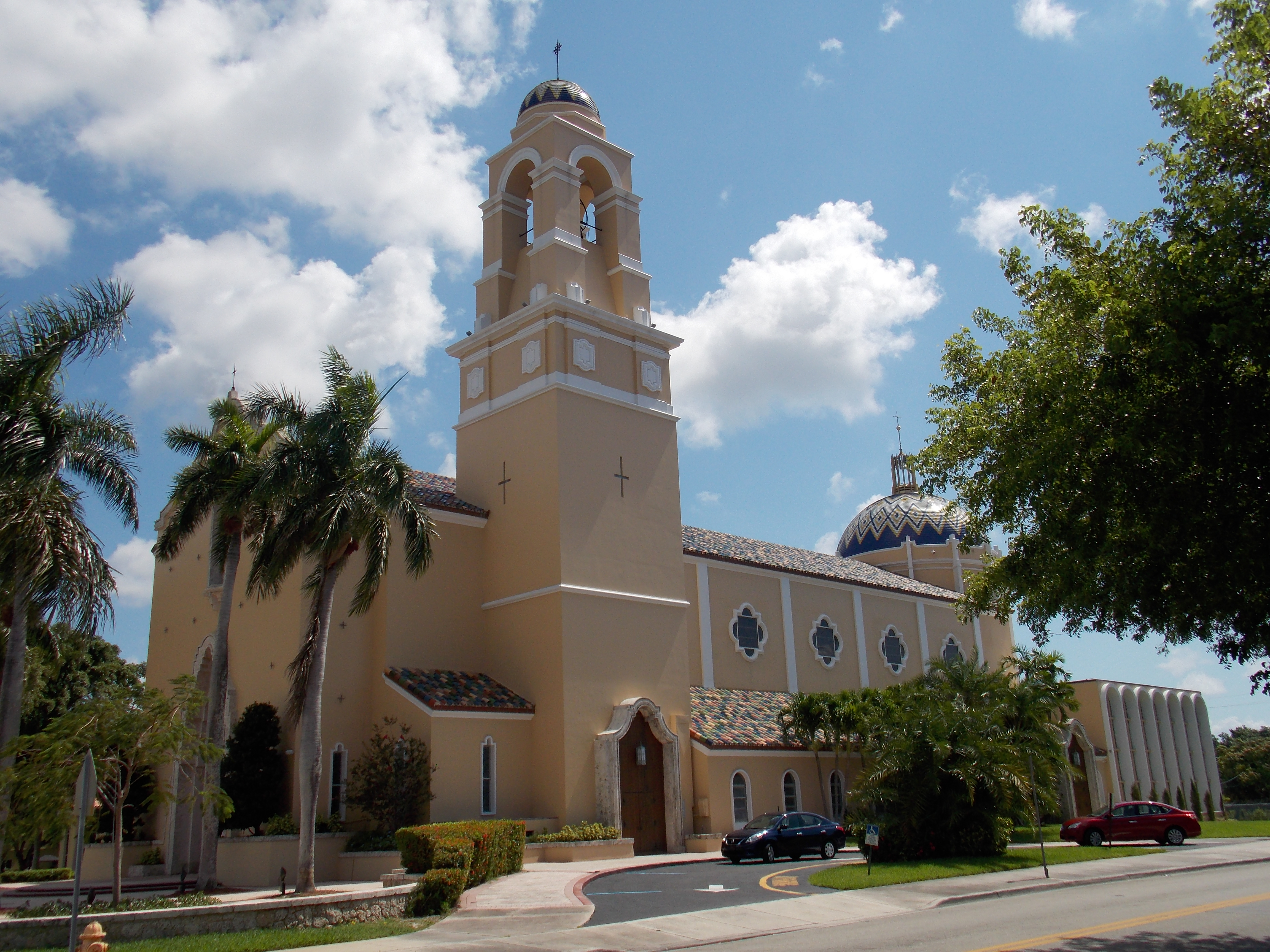
Кафедральный собор Святой Марии

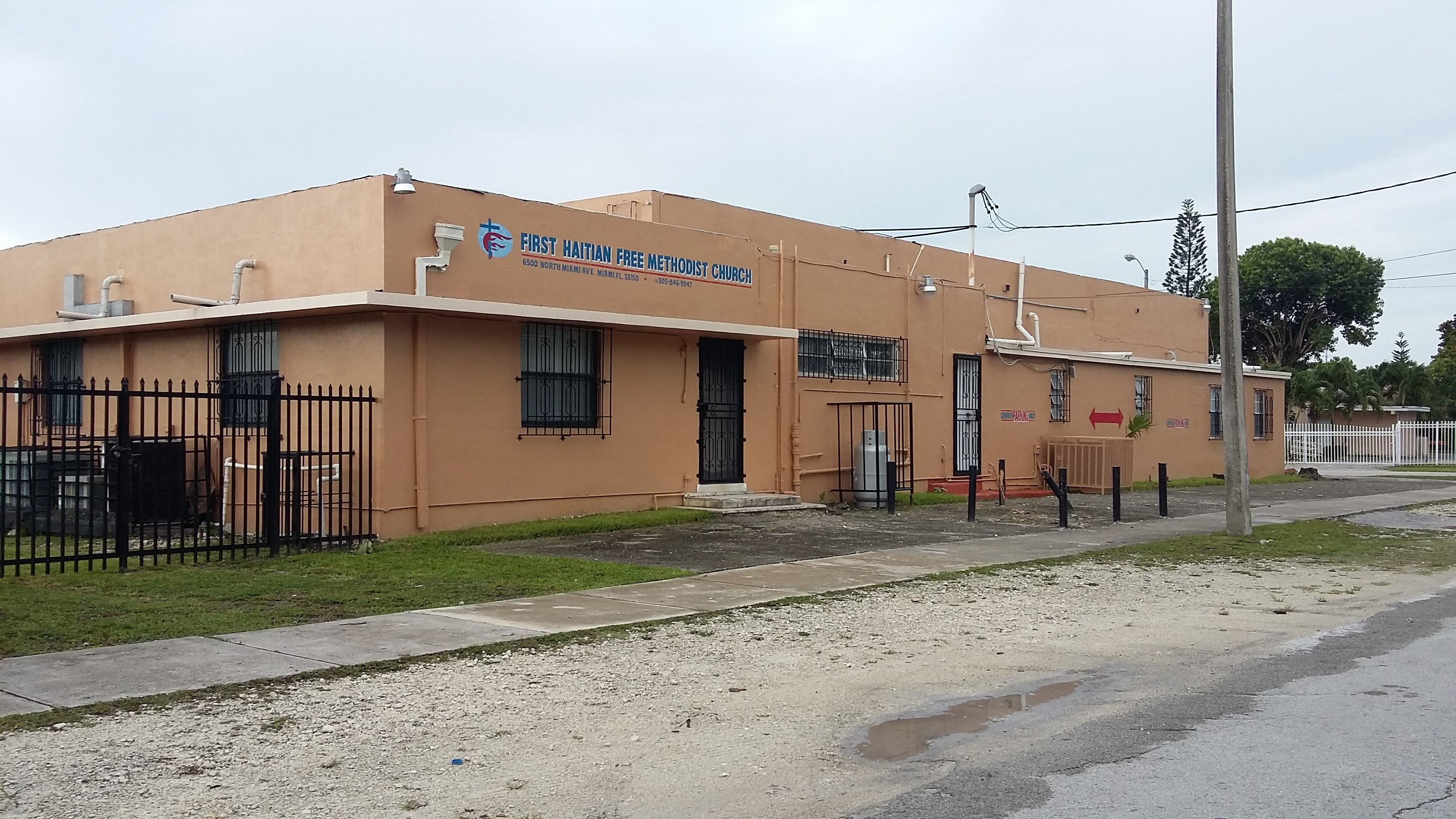
Гаитянская методистская церковь

В прошлом здесь располагались лимонные плантации, из-за чего район получил название Лемон-Сити. Здесь были открыты первые в Майами школа и библиотека.
В 1960-х годах на Гаити был установлен диктаторский режим Франсуа Дювалье. После смерти диктатора его дело продолжил его сын Жан-Клод Дювалье. Многие гаитяне в этот период бежали в Канаду или США (главным образом в Нью-Йорк и Майами).
В Майами гаитяне начали оседать в районе Лемон-Сити. Витер Жюст, гаитянский бизнесмен, активист и общественный деятель, занимавшийся проблемами гаитянской диаспоры в Майами, в 1977 году написал статью для Miami Herald под названием «Маленький Порт-о-Пренс». Однако редакторы нашли это название громоздким и переименовали статью в «Маленькое Гаити». Так район получил своё неофициальное название. Гаитянская диаспора обращалась в мэрию с предложением переименовать район официально. У такого переименования были противники, которые настаивали, что Майами стоял здесь ещё до прихода гаитян. Тем не менее, 26 мая 2016 года уполномоченные проголосовали за официальное именование района «Маленьким Гаити».

## Демография
По состоянию на 2000 год население Маленького Гаити составляет 29 128 человек. Расовый состав: чёрные — 64,92 %, белые — 4,78 %, латиноамериканцы — 14,74 %, другие расы — 15,56 %. Не говорят по-английски или говорят плохо 20,8 % (это меньше, чем средние по Майами 30,7 %).

## Образование и достопримечательности
В Маленьком Гаити 4 парка, 5 начальных школ, 2 средние и 1 высшая, 3 библиотеки. В районе расположена галерея гаитянского искусства, карибский рынок. В центре района установлен бюст Франсуа Доминику Туссен-Лувертюру, герою Гаитянской революции. В Маленьком Гаити расположен Кафедральный собор Святой Марии католической церкви.